# Trionyx triunguis
La tortuga de caparazón blando del Nilo o africana (Trionyx triunguis) es una especie de tortuga de la familia Trionychidae, o tortugas de caparazón blando. Es la única especie viva del género Trionyx.

## Descripción
En la familia Trionychidae la tortuga de caparazón blando africana es una de las especies consideradas entre las más grandes. Se documentan ejemplares de esta especie que han alcanzado los 95 cm de longitud en el caparazón.
El caparazón de los adultos es de color castaño, relativamente plano y de forma ovalada. Como las otras tortugas en su familia, esta tortuga tiene el caparazón cubierto por piel en vez de placas córneas. Las hembras usualmente logran de 50 a 80 cm en el caparazón, con un peso máximo de unos 40 kg. Los machos son más pequeños que las hembras, con un peso promedio de unos 25 kg. La cola de los machos es también más larga y robusta que la de las hembras. Se mantiene en el agua la mayor parte del tiempo. Sale a tomar sol.

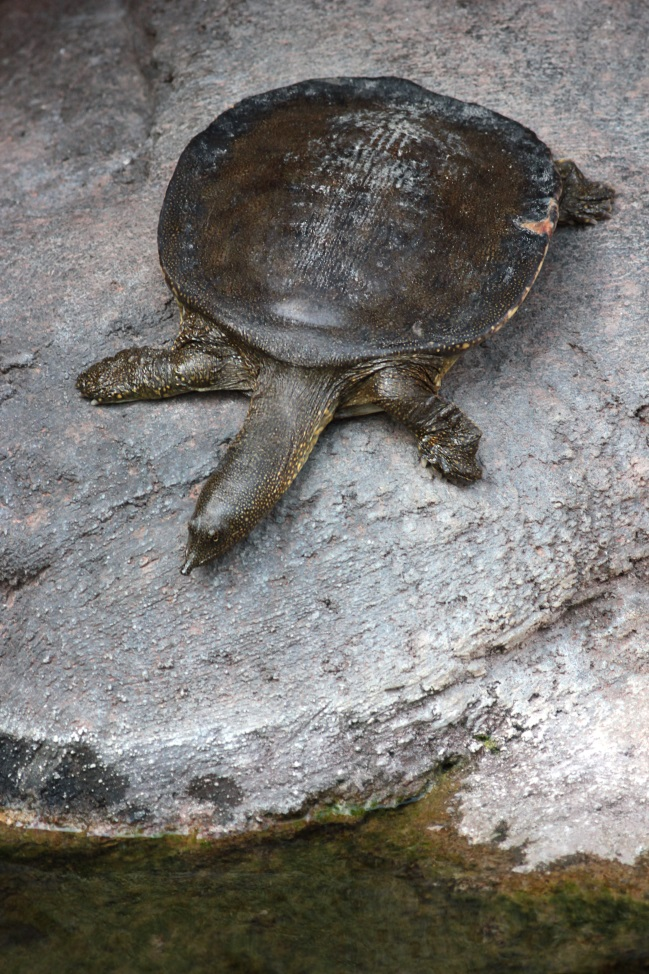
Tortuga de concha blanda del nilo

## Distribución
Esta tortuga es natural del extremo noroeste de Oriente Medio, desde Turquía, resto de Medio Oriente y la mayor parte del continente africano. Se ausenta del extremo noroeste y sur de África. Habita en lugares de agua dulce de poca corriente; lagos, lagunas, ríos. Al menos en algunos lugares (Nigeria) demuestra preferencia por los cursos de agua con vegetación alta en las orillas. También habita en depósitos de agua salobre y en las costas del mar.

## Estado de Conservación
Se le considera en peligro de extinción. Se enreda con el nylon de pesca abandonadas y puede morir de las limitaciones y heridas que estos desechos proporcionan.

## Reproducción
Las hembras depositan de 25 a 100 huevos en un hueco que excavan cerca del agua, usualmente en zonas arenosas. El caparazón de los recién nacidos mide de tres a cuatro centímetros de longitud.

## Alimentación
Se alimenta de peces, anfibios, crustáceos, otros invertebrados y vertebrados que logre atrapar. En su dieta se incluyen plantas y las semillas de las palmas.